# Перес, Валериано
Валериано Перес Гарса (исп. Valeriano Pérez Garza; род. 1 мая 1941, Нуэво-Леон) — мексиканский фехтовальщик, шпажист и рапирист. Участник летних Олимпийских игр 1968 года, бронзовый призёр Панамериканских игр 1971 года, двукратный серебряный призёр Игр Центральной Америки и Карибского бассейна 1970 года.

## Биография
Валериано Перес родился 1 мая 1941 года в мексиканском штате Нуэво-Леон.
В 1968 году вошёл в состав сборной Мексики на летних Олимпийских играх в Мехико. В личном турнире шпажистов занял 3-е место в группе на первом этапе, выиграв у Рассела Хобби из Австралии, Франсишку да Силвы из Португалии и Хосе Мигеля Переса из Пуэрто-Рико и проиграв Чабе Феньвеши из Венгрии, Джанфранко Паолуччи из Италии и Штефану Хауклеру из Румынии. На втором этапе занял последнее, 6-е место в группе, победив Петера Баконьи из Канады и проиграв Алексею Никанчикову из СССР, Жан-Пьеру Аллеманну из Франции, Джанлуиджи Саккаро из Италии и Харри Фидлеру из ГДР. В командном турнире шпажистов сборная Мексики, за которую также выступали Карлос Кальдерон, Хорхе Кастильехос и Эрнесто Фернандес, на первом этапе заняла 3-е место в группе, проиграв Венгрии — 4:11 и Австрии — 6:10 и победив Австралию — 8:7.
В 1970 году завоевал две серебряных медали на Играх Центральной Америки и Карибского бассейна в Панаме — в командных турнирах рапиристов и шпажистов.
В 1971 году стал бронзовым призёром Панамериканских игр в Кали в командном турнире рапиристов.